# Острожка
Острожка — село в Оханском районе Пермского края России. Административный центр Острожского сельского поселения. Крупнейший сельский населённый пункт района.

## Описание
Село расположено на правом берегу реки Очёр в 13 км к западу от Оханска, в 30 км к юго-западу от Нытвы и в 75 км от Перми. Имеется мост через реку к северу от села.
В селе сходятся автодороги, ведущие на северо-восток (через мост) в Оханск и Пермь, на юго-восток — в Беляевку и Осу, на юго-запад — к селу Шлыки, на северо-запад — в город Очёр. Железных дорог нет.
В селе имеются средняя школа, детский сад, дом культуры, больница, универмаг, почтовое отделение, пекарня, ветстанция.

## Население
| 2010 | 2021  |
| ---- | ----- |
| 1349 | ↘1292 |

Национальный состав (2010): русские — 97 %

## История
Основано в 1597 году как Очёрский острожек на границе земель промышленников Строгановых. Селом стало в 1623—1624 году с появлением церкви. В конце XVIII — начале XX веков было важным транзитным пунктом на Казанском тракте. С 1860-х годов являлось центром Острожской волости Оханского уезда.
В марте 1918 года село стало очагом крупного крестьянского восстания против произвола советской власти. Восстание было жестоко подавлено красногвардейцами.
В 1929 году в селе появился первый колхоз. В 1970—1980-е годы построены двухэтажные дома.